# Liste der Kulturgüter in Sempach
Die Liste der Kulturgüter in Sempach enthält alle Objekte in der Gemeinde Sempach im Kanton Luzern, die gemäss der Haager Konvention zum Schutz von Kulturgut bei bewaffneten Konflikten, dem Bundesgesetz vom 20. Juni 2014 über den Schutz der Kulturgüter bei bewaffneten Konflikten sowie der Verordnung vom 29. Oktober 2014 über den Schutz der Kulturgüter bei bewaffneten Konflikten unter Schutz stehen.
Objekte der Kategorien A und B sind vollständig in der Liste enthalten, Objekte der Kategorie C fehlen zurzeit (Stand: 1. Januar 2023). Unter übrige Baudenkmäler sind zusätzliche Objekte zu finden, die im kantonalen Denkmalverzeichnis verzeichnet und nicht bereits in der Liste der Kulturgüter enthalten sind.

## Kulturgüter
| Foto | | Objekt                                                                       | Kat. | Typ | Standort                             | Beschreibung |
| ---- | -------------------------------------------------------------------------------------------------- | ---------------------------------------------------------------------------- | ---- | --- | ------------------------------------ | --- |
| ja   | Datei hochladen · Wikidata zu Katholische Kirche St. Martin auf Kirchbühl mit Beinhaus (Q14541085) | Katholische Kirche St. Martin auf Kirchbühl mit Beinhaus KGS-Nr.: 03891      | A    | G   | Kirchbühl 11.2, 22.1 656740 / 221848 | |
| ja   | Datei hochladen · Wikidata zu Schlachtkapelle St. Jakob (Q9320113)                                 | Schlachtkapelle St. Jakob KGS-Nr.: 03892                                     | A    | G   | Schlacht 1 658674 / 221962           | |
| ja   | Datei hochladen · Wikidata zu Rathaus mit Brunnen (Q29522549)                                      | Rathaus mit Brunnen KGS-Nr.: 03896                                           | A    | G   | Stadtstrasse 28 657102 / 220820      | Seit 2014 beherbergt das Rathaus das Rathausmuseum zur Lokalgeschichte. |
| ja   | Datei hochladen · Wikidata zu Mittelalterlich-neuzeitliche Stadt Sempach (Q120906875)              | Sempach, mittelalterlich-neuzeitliche Stadt KGS-Nr.: 16562                   | A    | F   | 657119 / 220795                      | |
| ja   | Datei hochladen                                                                                    | Sempachersee, neolithisch-bronzezeitliche Pfahlbaufundstellen KGS-Nr.: 16557 | A    | F   | 653588 / 222455                      | Objekt liegt auf dem Gemeindegebiet von Sempach, Eich (KGS-Nr. 16556), Neuenkirch (KGS-Nr. 16558), Nottwil (KGS-Nr. 16555), Oberkirch (KGS-Nr. 16554), Schenkon (KGS-Nr. 16553) und Sursee (KGS-Nr. 16552). |
| ja   | Datei hochladen · Wikidata zu Hexenturm (Q29785819)                                                | Hexenturm KGS-Nr.: 03894                                                     | B    | G   | Oberstadt 25.1 657241 / 220755       | |
| ja   | Datei hochladen · Wikidata zu Stadtkirche St. Stephan (Q29785821)                                  | Katholische Stadtkirche St. Stephan KGS-Nr.: 03895                           | B    | G   | Stadtstrasse 3.1 657141 / 220955     | |

## Übrige Baudenkmäler
| ID  | Foto |                 | Objekt                           | Typ | Standort                          | Beschreibung |
| --- | ---- | --------------- | -------------------------------- | --- | --------------------------------- | ------------ |
| 2   | ja   | Datei hochladen | Kaplaneihaus bei der Pfarrkirche | G   | Stadtstrasse 3 657101 / 220941    |              |
| 20  | ja   | Datei hochladen | Zehntenscheune                   | G   | Oberstadt 19.1 657203 / 220837    |              |
| 73  | ja   | Datei hochladen | Luzernertor                      | G   | Stadtstrasse 47.1 657154 / 220707 |              |
| 100 | ja   | Datei hochladen | Gasthaus/Hotel Kreuz             | G   | Stadtstrasse 42 657117 / 220767   |              |
| 112 | ja   | Datei hochladen | Pfarrhof St. Stephan             | G   | Blumenweg 4 657112 / 220687       |              |
| 134 | ja   | Datei hochladen | Wohnhaus                         | G   | Gerbergasse 3 657082 / 220785     |              |
| 201 | ja   | Datei hochladen | Heiligkreuz-Kapelle              | G   | Rainerstrasse 1.1 657216 / 220671 |              |
| 238 | ja   | Datei hochladen | Hofgruppe Meierhof               | G   | Meierhof 656989 / 221146          |              |
| 250 | BW   | Datei hochladen | St. Niklausen-Chäppeli           | G   | Hof Horlachen 657431 / 222962     |              |

Legende: Siehe Legende der Liste der Kulturgüter von nationaler und regionaler Bedeutung. Anstelle der KGS-Nummer wird als Objekt-Identifikator (ID) die Gebäudenummer im kantonalen Denkmalverzeichnis verwendet.